# Weißkeißel
Weißkeißel là một đô thị trong huyện Görlitz, bang tự do Sachsen, nước Đức. Đô thị Weißkeißel có diện tích 50,42 km², dân số thời điểm ngày 31 tháng 12 năm 2005 là 1438 người.